# California, Skottland
California är en by i Falkirk kommuner i Skottland. Byn är belägen 5 km 
från Falkirk. Orten har 790 invånare (2016).